# Rhyssalus kerzhneri
Rhyssalus kerzhneri är en stekelart som först beskrevs av Vladimir Ivanovich Tobias 1977.  Rhyssalus kerzhneri ingår i släktet Rhyssalus och familjen bracksteklar. Inga underarter finns listade i Catalogue of Life.